# Choux
Choux ist eine Gemeinde im französischen Département Jura in der Region Bourgogne-Franche-Comté.

## Geographie
Choux liegt auf 830 m, etwa zwölf Kilometer südwestlich der Stadt Saint-Claude (Luftlinie). Das Bauerndorf erstreckt sich im Jura, auf einem Sattel östlich des Tals des Longviry, am westlichen Rand der Hochplateaus der Hautes-Combes.
Die Fläche des 8,27 km² großen Gemeindegebiets umfasst einen Abschnitt des französischen Juras. Der Hauptteil des Gebietes wird vom rund 1,5 Kilometer breiten Sattel von Choux eingenommen, der in Südwest-Nordost-Richtung orientiert ist. In geologischer Hinsicht bildet er den durch Erosion aufgebrochenen Scheitel einer Antiklinale im Faltenjura. Der Sattel senkt sich gegen Nordosten zum Talkessel von Vulvoz, gegen Südwesten zum Tal des Longviry (Zufluss der Bienne), wobei die westliche Gemeindegrenze entlang dem Bachlauf verläuft. Im Nordwesten wird er von der Höhe von Choux (905 m), eine langgezogenen Krete, gesäumt. Nach Osten erstreckt sich das Gemeindeareal über einen Steilhang auf das angrenzende Hochplateau mit der Belvédère de Sur Cuchet (Aussichtspunkt) und dem Waldgebiet Bois des Ecollets (durchschnittlich auf 1000 m). Hier wird mit 1015 m die höchste Erhebung von Choux erreicht. Das Gemeindegebiet ist Teil des Regionalen Naturparks Haut-Jura (frz.: Parc naturel régional du Haut-Jura).
Zu Choux gehören der Weiler Sous la Boutière (825 m) in der Mulde eines Seitentals des Longviry, das Tal namens Rosset sowie einige Einzelhöfe. Nachbargemeinden von Choux sind Rogna und Vulvoz im Norden, Les Bouchoux im Osten sowie Viry im Süden und Westen.

## Geschichte
Der Fund eines römischen Münzschatzes im Jahre 1837 deutet darauf hin, dass das Gemeindegebiet von Choux schon sehr früh besiedelt war. Erstmals urkundlich erwähnt wird Choux im 12. Jahrhundert als Besitz der Abtei Saint-Claude. Im 13. Jahrhundert war das Dorf Standort eines Spitals für Aussätzige. Im Rahmen der Auseinandersetzungen zwischen der Franche-Comté und Frankreich wurde Choux im 17. Jahrhundert von französischen Truppen gebrandschatzt. Zusammen mit der Franche-Comté gelangte das Dorf mit dem Frieden von Nimwegen 1678 an Frankreich.

### Einwohnerentwicklung
| Jahr                       | 1962 | 1968 | 1975 | 1982 | 1990 | 1999 | 2005 | 2017 |
| Einwohner                  | 139  | 121  | 90   | 81   | 135  | 118  | 143  | 119  |
| Quellen: Cassini und INSEE |      |      |      |      |      |      |      |      |

Mit 136 Einwohnern (Stand 1. Januar 2022) gehört Choux zu den kleinsten Gemeinden des Départements Jura. Nachdem die Einwohnerzahl in der ersten Hälfte des 20. Jahrhunderts markant abgenommen hatte (1901 wurden noch 310 Personen gezählt), wurde seit Mitte der 1980er Jahre wieder eine Bevölkerungszunahme verzeichnet.

## Sehenswürdigkeiten
Die heutige Dorfkirche von Choux wurde 1861 an der Stelle eines Vorgängerbaus aus dem 16. Jahrhundert errichtet.

## Wirtschaft und Infrastruktur
Choux war bis weit ins 20. Jahrhundert hinein ein vorwiegend durch die Landwirtschaft, insbesondere Viehzucht und Milchwirtschaft, sowie durch die Forstwirtschaft geprägtes Dorf. Noch heute leben die Bewohner zur Hauptsache von der Tätigkeit im ersten Sektor. Außerhalb des primären Sektors gibt es nur wenige Arbeitsplätze in der Gemeinde. Viele Erwerbstätige sind auch Wegpendler, die in den größeren Ortschaften der Umgebung ihrer Arbeit nachgehen.
Die Ortschaft liegt abseits der größeren Durchgangsstraßen an einer Departementsstraße, die von Molinges im Tal der Bienne nach Belleydoux führt. Weitere Straßenverbindungen bestehen mit Viry und Les Bouchoux.